# マーガレット・フラー
サラ・マーガレット・フラー（Sarah Margaret Fuller、1810年5月23日 - 1850年7月19日）は、マーガレット・フラー・オッソリとも呼ばれる、アメリカのジャーナリスト、編集者、批評家、翻訳者、そしてアメリカの超越主義運動に関係した女性の権利擁護者であった。彼女はアメリカ人初の女性従軍記者であり、ジャーナリズム界のフルタイム書評家でもあった。彼女の著書『19世紀の女性』は、米国における 最初の主要なフェミニスト作品とみなされている。
マサチューセッツ州ケンブリッジでサラ・マーガレット・フラーとして生まれた彼女は、1835年にコレラで亡くなった弁護士の父親ティモシー・フラーから充実した早期教育を受けた。 その後、彼女はより正式な学校教育を受け、教師になり、1839年に高等教育へのアクセスの欠如を補うことを目的とした女性向けのクラスである「会話」シリーズを監督し始めた。彼女は 1840年に超越主義雑誌『ザ・ダイアル』の初代編集者となり、この年から彼女の作家としてのキャリアが成功し始め、 1844年にホレス・グリーリー率いるニューヨーク・トリビューンのスタッフに加わった。彼女は30代で、男女を問わずニューイングランドで最も読まれた著書を書いた著者としての評判を得ており、ハーバード大学の図書館の利用を許可された最初の女性となった。彼女の独創的な著作『19世紀の女性』は1845年に出版された。その1年後、彼女はトリビューン初の女性特派員としてヨーロッパに派遣された。彼女はすぐにイタリアの革命に関与し、ジュゼッペ・マッツィーニと同盟を結んだ。彼女はジョバンニ・オッソリと関係を持ち、子供をもうけた。家族3人は1850年に米国へ旅行中、 ニューヨーク州ファイヤーアイライド沖の船の難破事故で死亡した。フラーの遺体は発見されなかった。
フラーは女性の権利、特に女性の教育と雇用の権利の擁護者だった。フラーは、サミュエル・テイラー・コールリッジとともに、彼女が言うところの女性教師の「強い精神臭」から解放されたいと考えていた。彼女はまた、米国における刑務所改革や奴隷解放など、他の多くの社会改革を奨励した。スーザン・B・アンソニーをはじめとする女性の権利とフェミニズムの擁護者の多くは、インスピレーションの源としてフラーを挙げた。しかし、フラーの同時代人の多くは彼女を支持せず、その中にはフラーの元友人ハリエット・マルティノーも含まれており、フラーは活動家というよりも話者だったと述べた。フラーの死後間もなく、彼女の重要性は薄れていった。彼女の手紙の出版を準備した編集者たちは、彼女の名声は長くは続かないと信じて、出版前に彼女の作品の多くを検閲したり改変したりした。

## 略歴

### 生い立ちと家族

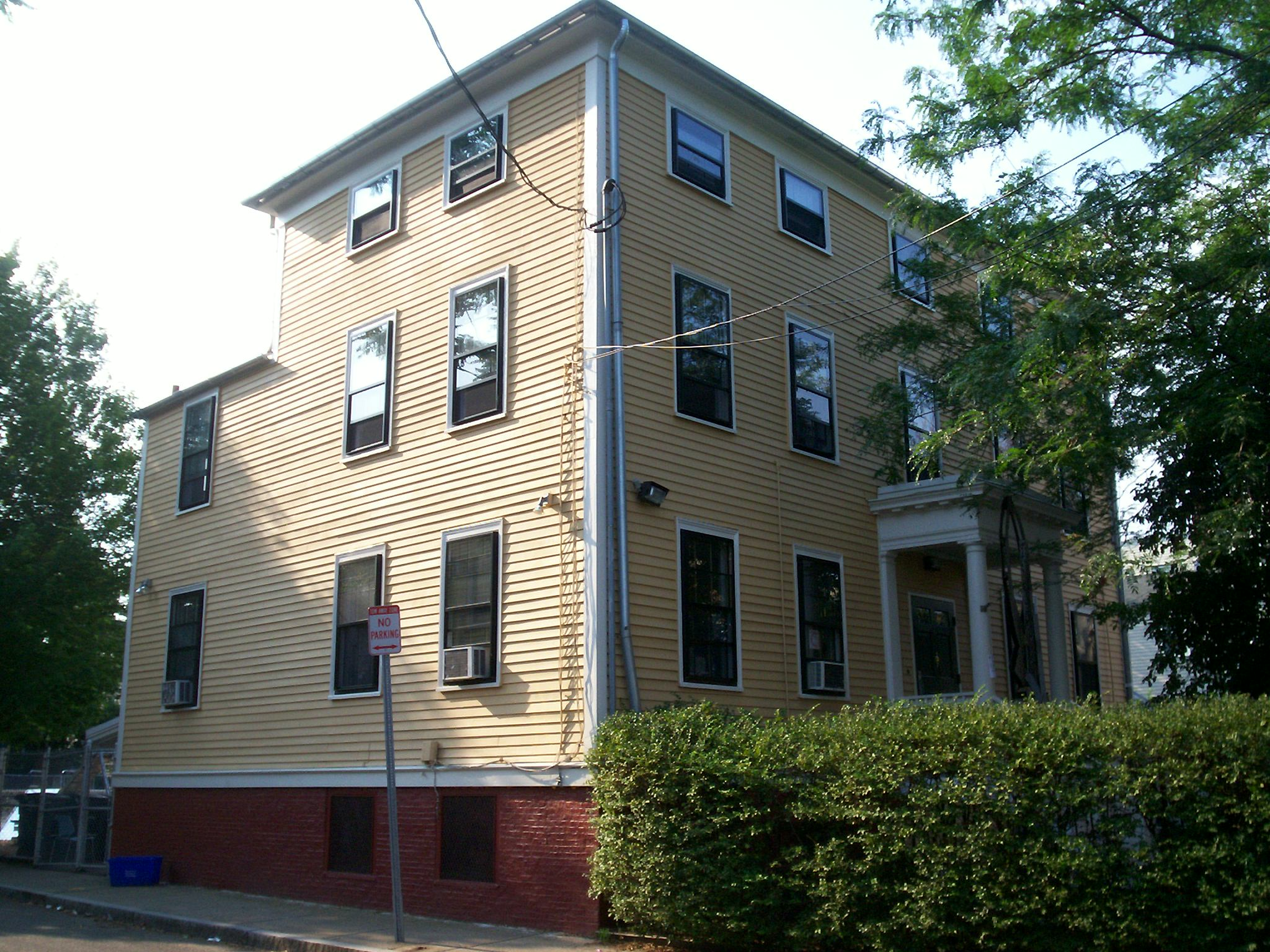
マーガレット フラーの出生地と幼少期を過ごした家

サラ・マーガレット・フラーは、連邦議会議員ティモシー・フラーとマーガレット・クレーン・フラーの第一子としてマサチューセッツ州ケンブリッジポートで1810年5月23日に生まれた。
彼女は父方の祖母と母親にちなんで名付けられたが、9歳になるまでに「サラ」をやめて「マーガレット」と呼ばれることを主張した。
彼女が生まれたマーガレット・フラー・ハウスは今も残っている。彼女の父親は、夫妻の次女ジュリア・アデレードが生後14カ月で亡くなった直後、3歳半のときに彼女に読み書きを教えた。彼は彼女に当時の男子と同じくらい厳しい教育を与え、エチケットや感傷的な小説など、当時の典型的な女性向けの本を読むことを禁じた。
1815年5月に夫婦の息子ユージーンが生まれた直後、彼はラテン語を教えに取り入れ、すぐにマーガレットはウェルギリウスの簡単な一節を翻訳するようになった。
マーガレットは後年、幼少期の悪夢や夢遊病の原因は、父親の厳格な愛情と精密さと的確さに対する父親の評価のせいだと主張した。日中、マーガレットは母親と一緒に時間を過ごし、母親は彼女に家事や裁縫を教えた。1817年に彼女の弟ウィリアム・ヘンリー・フラーが生まれ、父親はアメリカ合衆国連邦議会の議員に選出された。その後の8年間、フラーは年に4～6か月をワシントンDCで過ごした。10歳のとき、フラーは次のような謎めいたメモを書き、父親が保存していた。「1810年5月23日、悲しみと苦しみを背負い、不幸に見舞われることを運命づけられた者が生まれた。」
フラーは1819年にケンブリッジポートのポート・スクールで正式な教育を開始し、その後1821年から1822年までボストン女子教育学校に通った。1824年、彼女は、当初は抵抗したが、叔父や叔母のアドバイスに従ってグロトン(マサチューセッツ州)の女学校に送られた。彼女がそこにいる間、ティモシー・フラーは1824年の大統領選挙でジョン・クインシー・アダムズを助けるために再選に立候補しなかった。
彼はアダムズが政府の任命で恩返しをしてくれることを望んでいた。1825年6月17日、フラーはアメリカ独立戦争の英雄ラファイエット侯爵が戦いから50年後にバンカーヒル記念塔の礎石を置く式典に出席した。15歳のフラーはラファイエットに自己紹介した手紙の中で次のように結んでいた。「もし私たち二人が生きていて、栄光の道がめったに開かれていない女性に可能であれば、私の名前をあなたの記憶にとどめましょう。」フラーは早い段階で、自分が重要な人物であり思想家であると感じていた。フラーは2年後にグロトンの学校を中退し、16歳で家に帰った。自宅では古典を学び、いくつかの近代言語を勉強し、世界文学を読んだ。
この時までに、彼女は自分が同年代の他の若い女性たちに馴染めないことに気づいていた。彼女は、「私は一般的な女性の家庭に生まれていないと感じてきた」と書いている。 ハーバード大学教授ジョン・ファラーの妻であり、『若い女性の友人』（1836年）の著者であるエリザ・ファラーは、20歳になるまで女性のエチケットを彼女に訓練しようとしたが、完全には成功しなかった。 

### 初期のキャリア
フラーは熱心な読書家で、ドイツ文学を翻訳し、ドイツロマン主義を米国にもたらしたことで知られていた。彼女が 30 代になるまでに、彼女は男性でも女性でも、ニューイングランドで最も読書家としての評判を獲得していた。彼女は自分の知識を利用して、エリザベス・パルマー・ピーボディの教え方に基づいた個人レッスンを行った。フラーはジャーナリズムと翻訳で生計を立てることを目論んだ。彼女の最初の出版作品は歴史家ジョージ・バンクロフトへの応答であり、1834 年 11 月にノース・アメリカン・レビュー誌に掲載された。
彼女が23歳のとき、父親の弁護士業が失敗し、家族をグロトンの農場に移した。1835年2月20日、フレデリック・ヘンリー・ヘッジとジェームス・フリーマン・クラークは彼女に、それぞれの定期刊行物に寄稿するよう依頼した。クラークは、6月にウェスタン メッセンジャーに彼女の最初の文学評論、ジョージ・クラッブとハンナ・ モアに関する最近の伝記の批評を掲載するのを手伝った。その年の秋、彼女は9日間続く発熱を伴うひどい片頭痛を発症した。フラーは生涯を通じてそのような頭痛に悩まされ続けた。彼女がまだ回復期にあった時期に、1835年10月2日に父親がコレラで亡くなった。彼女は父の死に深く影響を受け、「父の面影が常に私のあとを付いてくる」と彼女は書いている。彼女は一家の長として、未亡人の母親と弟たちの世話をすることを誓った。彼女の父親は遺言を残しておらず、彼女の叔父のうち2人が彼の財産と財政の管理権を獲得し、後に評価額は18,098.15ドル（2021年には約512,507ドル）となり、家族は彼らに支援を頼らなければならなかった。叔父たちの家族に対する扱いに屈辱を感じたフラーは、自分が「女であることを今ほど後悔したことはない」と書いている。

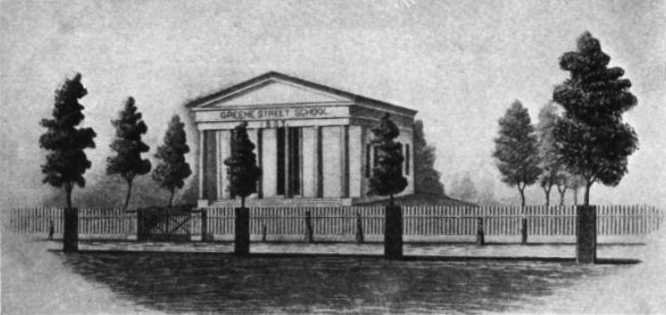
フラーが1837年から1839年まで教えたグリーン ストリート スクール

この頃、フラーはヨハン・ヴォルフガング・フォン・ゲーテの伝記を準備したいと考えていたが、ヨーロッパに旅行しなければそれに取り組むことはできないと感じていた。父親の死と家族に対する突然の責任により、彼女はこの考えを断念した。1836年、フラーはボストンのブロンソン・オルコットのテンプル・スクールで教える仕事を与えられ、そこの職に1年間留まった。その後、彼女は1837年4月にロードアイランド州プロビデンスのグリーン・ストリート・スクールでハイラム・フラー(血縁関係なし) の下で教えるという招待を受け入れ、年間1,000ドル (2022年には約25,865ドル) という異例の高給待遇を受けた。 それにより彼女の家族はグロトン農場を売却し、フラーは家族とともにマサチューセッツ州ジャマイカ・プレインに移住した。1839年11月6日、フラーはボストンのピーボディ家の本拠地で集まった地元の女性の間で最初の集い(Conversations)を開催した。フラーは、美術、歴史、神話、文学、自然などの主題に焦点を当てた議論や議論で女性教育の欠如を補うことを意図していた。
フラーは「集いの核」としての役割を果たし、女性が直面する「大きな質問」に答え、女性が「自分の意見を問い、定義し、述べ、検討する」よう奨励することも意図していた。
彼女は参加者に尋ねた、「私たちは何をするために生まれてきたのか？どうすればいいのか？『最高の年が過ぎるまで』自分自身にプロポーズする人はほとんどいない。」集いの中で、フラーはついに同時代の女性たちの間で同等の知的な仲間を見つけ始めた。 ソフィア・ダナ・リプリー、キャロライン・スタージス、マリア・ホワイト・ローウェルなど、女性の権利運動の多くの重要人物がこれらの集会に出席した。

### ザ・ダイアル
1839年10月、ラルフ・ウォルドー・エマーソンは、彼の超越主義的な雑誌『ザ・ダイアル』(The Dial)の編集者を探していた。数人がその職を辞退した後、彼はフラーにその職を申し出て、彼女を「私の陽気な友人」と呼んだ。エマーソンは1835年にケンブリッジでフラーに会った。その会合について彼は、「彼女は私が思った以上に笑わせてくれた」と認めた。翌年の夏、フラーはコンコードにあるエマーソンの家で2週間を過ごした。フラーは1839年10月20日に『ザ・ダイアル』を編集するというエマーソンの申し出を受け入れ、1840年の第1週から仕事を始めた。彼女は1840年から1842年まで同誌の編集に携わったが、約束された年収200ドルが支払われることはなかった。その役割により、彼女はすぐに超越主義運動の最も重要な人物の一人として認識され、共同体実験であるジョージ・リプリーの ブルック農場に招待された。フラーはコミュニティに正式に参加したことはなかったが、頻繁に訪問し、大晦日をそこで過ごすことが多かった。1843年の夏、彼女はシカゴ、ミルウォーキー、ナイアガラの滝、そしてニューヨーク州バッファローを旅行した。滞在中、彼女はオタワ族やチペワ族のメンバーを含む数人のアメリカ先住民と交流した。彼女は自分の経験を『湖の夏』という本の中で報告し、 1844 年の34歳の誕生日に書き終えた。批評家のエバート・オーガスタス・ダイキンクは、この本を「私が思いつく限り、今シーズン唯一の本物の本」と呼んだ。
フラーは五大湖地域に関する研究を行うためにハーバード大学の図書館を利用し、ハーバード大学の図書館の利用を許可された最初の女性となった。
フラーの「大訴訟」は、『ザ・ダイアル』に連載形式で掲載された。彼女は当初、この作品に「大訴訟: 男性「対」男性、女性「対」女性」という名前を付ける予定でいた。1845年に増補されて独立して出版されたときは、 『19世紀の女性』というタイトルに変更された。完成後、彼女は友人に次のように書いた。「私はこの作品に、本当の自分をかなり表現しました。まるで私が去ってしまったとしても、私の足跡は地球上に残るだろうという気持ちでした。」
この著作では、アメリカの民主主義において女性が果たした役割と、改善の可能性についてのフラーの意見を展開している。この文書は、以後アメリカのフェミニズムにおける主要な文書の 1 つになった。
この種のものとしては米国初の著作と考えられている。 
アメリカで『19世紀の女性』が出版されてすぐに、イギリスのH・G・クラークによって海賊版が発行された。
国際著作権法がなかったため著作権料を受け取ったことがなかったにもかかわらず、フラーは「この本が世界中の女性に読まれることを知って非常にうれしく思った。」

### ニューヨーク・トリビューン

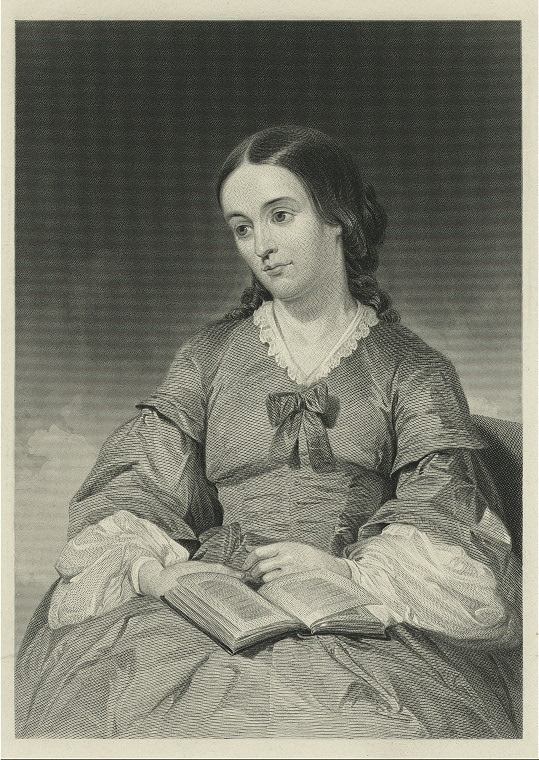
マーガレット・フラーのエッチング

フラーは1844年にザ・ダイアルを去った。その理由の1つは健康上の理由だけでなく、雑誌の購読者リストが減少していることに失望したためだった。その秋に彼女はニューヨークに移り、ホレス・グリーリーのニューヨーク・トリビューン紙に文芸評論家として加わり、アメリカのジャーナリズム界初のフルタイム書評家となり、 1846年までには同紙初の女性編集者となった。
彼女の最初の記事はエマーソンのエッセイ集のレビューで、1844年12月1日号に掲載された。この時点で、トリビューン紙の購読者数は約5万人で、フラーはその仕事で年間500ドルを稼いでいた。アメリカの書籍に加えて、彼女は外国文学、コンサート、講演、美術展を批評した。この出版社での4年間で、彼女は250本以上のコラムを執筆し、そのほとんどには署名欄として「*」が付けられていました。これらのコラムで、フラーは芸術や文学から、奴隷の窮状や女性の権利などの政治的、社会的問題に至るまで、幅広い話題を議論した。彼女は詩も出版した 。彼女の詩はエマーソンのスタイルを模倣しているが、彼女の批評ほど知的活力はない。
この頃、彼女は既婚の詩人フランシス・サージェント・オズグッドと公の場で浮気を続けていた文芸評論家エドガー・アラン・ポーのスキャンダルにも巻き込まれていた。別の詩人、エリザベス・F・エレットはポーに夢中になり、オスグッドに嫉妬し、ポーとオスグッドの関係が無邪気な浮気以上のものであることを示唆した。
その後、オズグッドはフラーとアン・リンチ・ボッタを彼女に代わってポーの別荘に送り、彼女が彼に送った個人的な手紙を返すよう要求した。彼らの干渉に激怒したポーは彼らを「いっちょかみ」と呼んだ。公のスキャンダルが勃発し、オズグッドの別居中の夫であるサミュエル・スティルマン・オズグッドが介入してエレットを訴えると脅迫するまで続いた。

### ヨーロッパでの任務

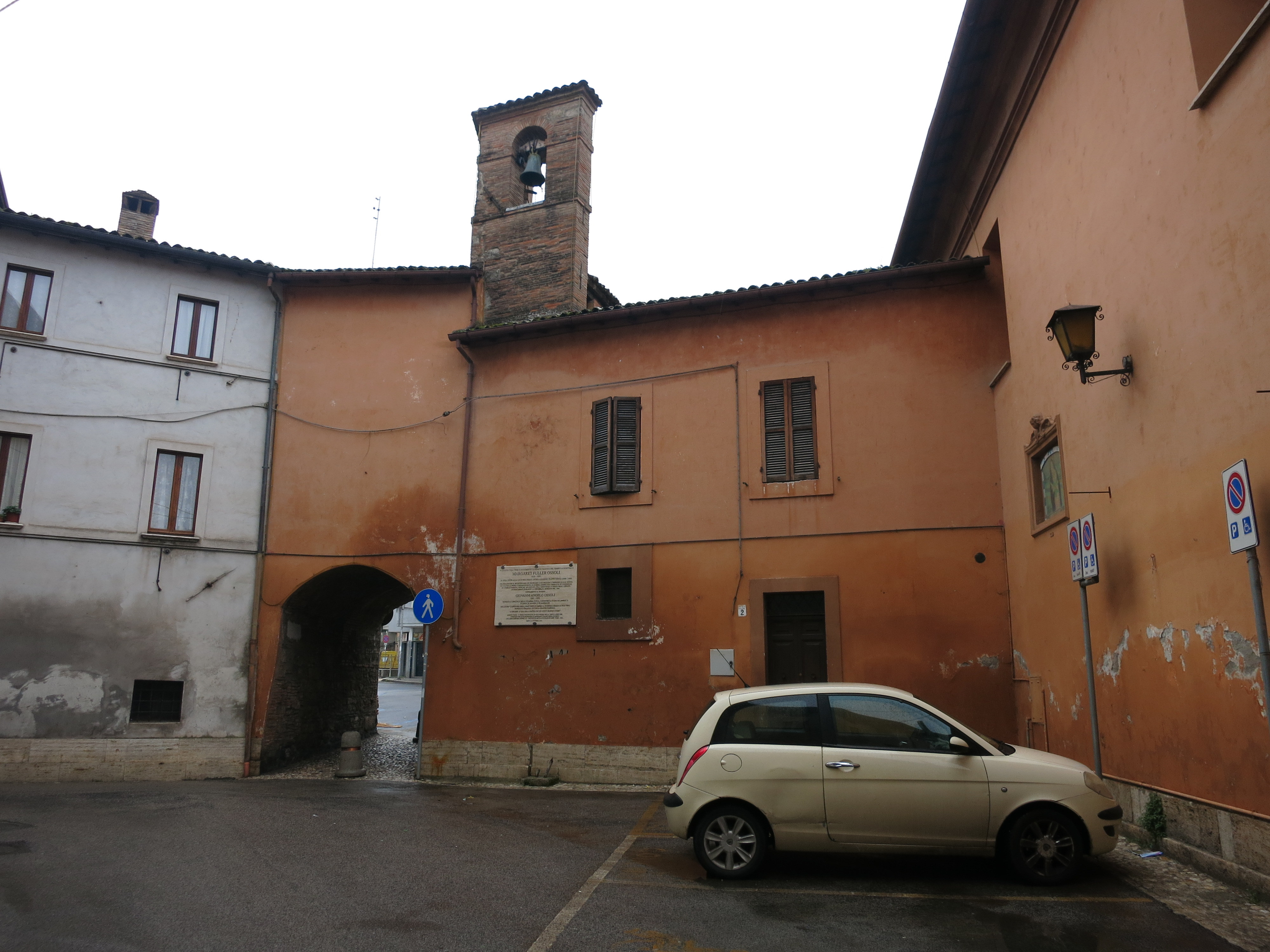
マーガレット・フラーが住んで息子を出産したイタリアのリエティの家（アーチの左側にある家で、銘板が置かれている場所ではない。）

1846年、ニューヨーク・トリビューンはフラーを初の女性外国特派員としてヨーロッパ、特にイギリスとイタリアに派遣した。彼女は8月に帆と蒸気の両方を使って10日と16時間かけてカンブリア号でボストンからリバプールまで旅した。次の4年間で、彼女はトリビューンに37回の特報記事を送った。
彼女はジョルジュ・サンドやトーマス・カーライルを含む多くの著名な作家にインタビューしたが、とりわけカーライルの反動的な政治観には失望させられた。ジョルジュ・サンドは以前から彼女の憧れだったが、女性は投票したり政治的公職に就く準備ができていないと言って、サンドがフランス国民議会に立候補しないことを選んだとき、フラーはガッカリした。フラーはコーネリアス・マシューズからエリザベス・バレット・ブラウニングへの紹介状ももらっていたが、バレットはロバート・ブラウニングと駆け落ちしたばかりだったため、その時は彼女に会わなかった。
1846年の春にイギリスで、彼女は1837年以来イタリアから亡命していたジュゼッペ・マッツィーニに出会った。 フラーは、ローマの愛国者で、特に裕福ではなかった(貧しくはない)貴族の侯爵ジョヴァンニ・アンジェロ・オッソリにも会った。彼は叔父の営む商業事務所で従業員として働き、同時に市民軍（その後国民軍）に志願していた。フラーとオッソリは、おそらく結婚する前にイタリアのフィレンツェに同居した。彼らが結婚したことがあるのかどうかは不明である。
フラーは当初、自身がプロテスタントで、オッソリがカトリックだったこともあり、彼との結婚に反対していた。エマーソンは、その理由については説明しなかったが、夫婦は「おそらく1847年の10月か11月か12月に結婚した」と推測した。多くの伝記作家は、夫婦が最初に会った記念日を祝うために1848年4月4日に結婚したと推測しているが、ある伝記作家は、二人が初めて会ったのは4月1日の「ラヴァンダ・デッリ・アルタリ」（祭壇洗浄）と呼ばれる式典中にあったという証拠を提出した。夫婦がフィレンツェに移る頃には夫婦と呼ばれるようになっていたが、正式な儀式が行われたかどうかは不明である。彼らの子供が生まれた時点では、彼らは結婚していなかったことが確かであるようだ。1848年の元旦頃、彼女は妊娠を疑ったが、数週間もオッソリに妊娠を知らせなかった。彼らの子供、アンジェロ・ユージン・フィリップ・オッソリは1848年9月初めに生まれ、アンジェリーノと呼ばれた。夫婦は自分たちの関係について非常に秘密にしていたが、アンジェリーノが原因不明の病気を患ってからは、それほど秘密にならなくなった。
フラーは1849年8月に母親にオッソリとアンジェリーノのことを手紙で伝え、母親を動揺させないように黙っていた。「しかし、子どものことを考えて、私たちがオープンにずっと一緒に暮らすことが必要になった」と説明した。 彼女の母親の反応は、この夫婦が法的に結婚していないことを彼女が認識していたことを示唆している。それでも彼女は娘のことをうれしく思っており、「私は孫に熱烈な祝福を込めてファーストキスを送ります」と書いている。

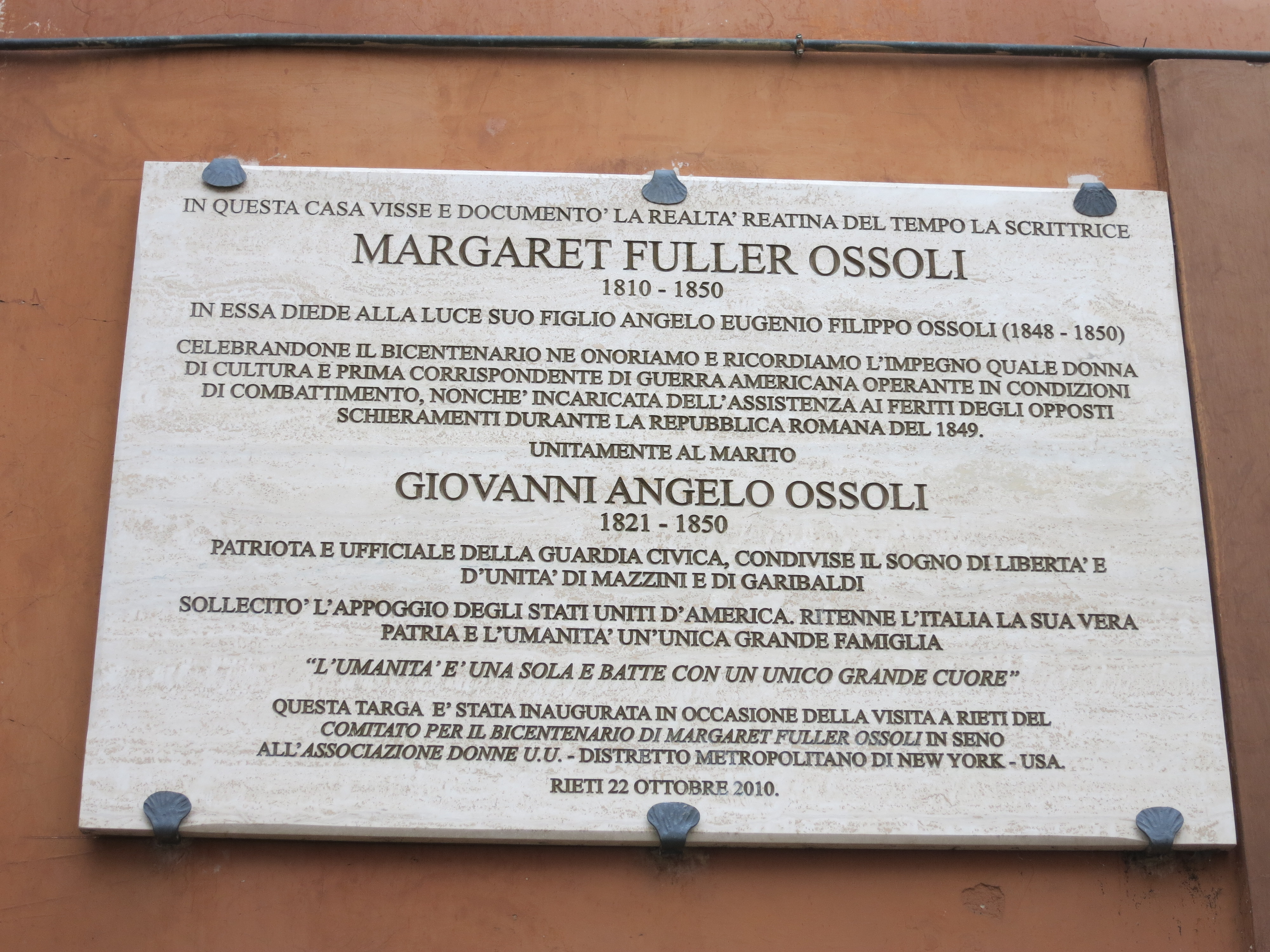
2010年にリエティの家に設置された銘板

立を求めるジュゼッペ・マッツィーニの運動を支持した。ローマ共和国の基本法令には次のように述べられていた。

第1条. - 教皇は、事実上および法律上、ローマ国家のこの世の政府から失効する。

第2条. - ローマ教皇はその霊的力の行使において独立に必要なすべての保証を有する. 

第3条. - ローマ共和国の政府の形態は純粋な民主主義であり、ローマ共和国という輝かしい名前を帯びる。

第4条. - ローマ共和国はイタリアの他の地域と共通の国籍に必要な関係を有する。
教皇はこの声明に抵抗し、教皇のこの世の権力を回復するために国際的な介入を求めた。こうして教皇の主権を代表するカトリック教徒の動員が引き起こされた。フランスのズアーブ兵は彼の訴えに真っ先に応じてローマを包囲した。オッソリはバチカンの壁の城壁で戦い、フラーは2つの支援病院で志願して活動した。支援していた愛国者たちが敗北に見舞われたとき、夫婦はローマから逃げたほうが安全だと考え、フィレンツェに移り、1850年には米国に移住することを決意した。フィレンツェで、彼らはついにエリザベス・バレット・ブラウニングに会った。 フラーはイタリアでの経験を活かして共和政ローマの歴史についての本を書き始めた――この作品は彼女が1847年には始めていた可能性がある―― 、イギリスの出版社が出版を拒否したため、アメリカの出版社を見つけたいと考えていた。彼女はこの作品が自分にとって最も重要なものになると信じており、1849年3月に弟のリチャードに宛てた手紙の中でこの作品について「私の困難な人生を生き延びるかもしれない良いもの」と述べている。

### 死
1850年の初め、フラーは友人に次のように書いている。「1850年には私は人生の上昇期にある重要な台地に立つべきだと長い間思われていた…しかし、私はまだ目立った重要な変化は感じていない。」また同年、フラーは次のように書いている。「私は不条理なほど恐怖を感じており、さまざまな予兆が重なって暗い気持ちになっている…地上での私の未来は間もなく閉ざされるような気がする…私は漠然とした期待を抱いている。何らかの危機――それが何かは分からない。」
これを書いた数日後、フラー、オッソリ、そして彼らの子供は、カッラーラ産の大理石を主に含む貨物を運ぶアメリカの商船であるエリザベス号に乗って、アメリカへの5週間の帰国の船旅についた。彼らは5月17日に出航した。洋上で、船長のセス・ヘイスティが天然痘で死亡した。アンジェリーノはこの病気にかかったが、回復した。
おそらく、臨時の船長を務めていた経験の浅い一等航海士のせいで、船は1850年7月19日午前3時30分頃、ニューヨーク州ファイアーアイランドから100ヤードも離れていない砂州に座礁した。旅客の大多数と乗組員は船を放棄した。一等航海士のバングスは、フラーとオッソリ自身が船から飛び降りた際に、自分たちと子供を救おうと努めるよう促したが 、後にフラーは取り残されて死ぬことを望んでいたと信じていたと主張した。
海岸には、打ち上げられた荷物を引き揚げようと人々が荷車を持って到着した。エリザベス号の乗組員や乗客は岸からわずか50ヤードしか離れていなかったにもかかわらず、誰も救助しようとはしなかった 。
彼らのほとんどは岸まで泳ごうとしたが、フラー、オッソリ、アンジェリーノは船に残った最後の何人かであった 。オッソリは巨大な波によって船外に投げ出され、波が去った後、この出来事を目撃した乗組員はフラーの姿が見えなかったと述べた。
ヘンリー・デイヴィッド・ソローは、エマーソンの勧めでニューヨーク市に赴き、海岸を捜索したが、フラーの遺体も夫の遺体も回収されなかった。アンジェリーノ号は海岸に打ち上げられていた。子供の衣服の一部と数通の手紙以外、彼らの所持品はほとんど発見されなかった。フラーが「もし私が何かで生きているとしたら、私にとって最も価値のあるもの」と述べた1849年のローマ共和制の栄枯盛衰に関する原稿 も紛失した。フラーの記念碑は、ジュリア・ウォード・ハウの尽力により、1901年にファイヤーアイランドの海岸に建てられた。アンジェリーノが埋葬されているフラーとオッソリの慰霊碑は、マサチューセッツ州ケンブリッジのマウント・オーバーン墓地にある。
碑文には一部次のように書かれている。
彼女の死後1週間以内に、ホレス・グリーリーはエマーソンに対し、フラーの伝記『マーガレットとその仲間たち』を「彼女の悲しい死によって興奮した関心が消える前に」急いで準備するよう提案した。彼女の著作の多くはすぐに兄のアーサーによって『At Home and Abroad 』（1856年）と『Life Without and Life Within』（1858年）として集められた。彼はまた、1855年に『19世紀の女性』の新版を編集した。1852年2月には、エマーソン、ジェイムズ・フリーマン・クラーク、ウィリアム・ヘンリー・チャニングの編集による『マーガレット・フラー・オッソリの回想録』が出版された。ただし、作品は検閲されたり、書き換えられたりした。オッソリとの恋愛や、ジェームズ・ネイサンという男性との以前の関係についての詳細は省略された。 3人の編集者は、フラーに対する世間の関心は長くは続かず、彼女が歴史上の人物として生き残ることはないと信じており、正確さには関心を持っていなかった。この本は、一時期、この10年間で最も売れた伝記となり、世紀末までに13版を重ねた。
この本は彼女の仕事よりも彼女の人柄に焦点を当てた[126] 。この本を批判する人たちは、批評家としての彼女の立場を無視し、代わりに彼女の私生活と「女性らしくない」傲慢さを批判した。
彼女の死後、フラーの現存する論文の大部分はホートン図書館とボストン公共図書館に保管されている。1902年にニューヨーク市のユニバーシティ・ハイツで行われた偉大なアメリカ人の殿堂入りに20人のアメリカ人女性を選ぶための大衆雑誌の投票でも、彼女は6位に選ばれた。 

## 著作抜粋
- Summer on the Lakes [130](湖の夏、1844) - 『五大湖の夏』（高野一良訳、未知谷、2011年）
- Woman in the Nineteenth Century [131](19世紀の女性、1845)
- Papers on Literature and Art [132](1846)

没後出版
- Memoirs of Margaret Fuller Ossoli[124] (1852)
- At Home and Abroad[133] (1856)
- Life Without and Life Within [133](1858)

## 伝記
- 上野和子『マーガレット・フラー　近代への扉－ジェンダー、階級、そして人種』金星堂、2023年
- メーガン・マーシャル『マーガレット・フラー　新しい女性の生き方』伊藤淑子訳、国書刊行会、2024年
  - Margaret Fuller: A New American Life by Megan Marshall. Boston：Mariner Books, 2013